# Cori Gauff
Cori Dionne Gauff (Delray Beach, Florida, 2004. március 13. –) egyéniben kétszeres, párosban egyszeres Grand Slam-tornagyőztes, egyéni világbajnok, kétszeres junior Grand Slam-tornagyőztes, párosban világelső hivatásos amerikai teniszezőnő. 15 évesen minden idők legfiatalabb résztvevője, aki Wimbledonban a főtáblára jutott.
2018 óta tartó pályafutása során egyéniben tíz, párosban kilenc WTA-, valamint párosban egy ITF-tornagyőzelmet szerzett. Legmagasabb világranglista helyezése egyéniben a 2024. június 10-én elért 2. helyezés, párosban 2022. augusztus 15-én került először a világranglista élére és négy héten keresztül állt ott, majd 2023. szeptember 11-étől egy héten át ismét ő vezette a ranglistát. A Grand Slam-tornákon a legjobb eredménye egyéniben a 2023-as US Openen és a 2025-ös Roland Garroson, valamint párosban a 2024-es Roland Garroson elért győzelme. 2024-ben megnyerte az évvégi egyéni világbajnokságot.

## Pályafutása
Hétéves korában kezdett el teniszezni, szülei aktív sportolók voltak, edzője édesapja Corey Gauff.
Juniorként megnyerte a 2018-as Roland Garros egyéni és a 2018-as US Open páros versenyét. 2017-ben a US Openen a döntőbe jutott, és 13 évesen a US Open junior versenye történetének minden idők legfiatalabb döntőse volt.
2018-ban győzött a juniorok legrangosabb versenyének számító Orange Bowl torna 18 éven aluliak versenyén.
2018 májusában játszott először ITF-versenyen, a 25 ezer dolláros Osprey-ben rendezett torna kvalifikációjában, és itt szerezte első profi győzelmét. 2019-ben a Miami Openen szerezte első WTA-győzelmét. Első páros WTA-tornagyőzelmét 2019-ben a Citi Openen aratta, ahol páros társával Caty McNallyvel legyőzték a Maria Sanchez–Stollár Fanny amerikai–magyar párost. Egyéniben az első WTA-tornagyőzelmét 2019-ben Linzben érte el, ahol szerencsés vesztesként került a főtáblára, és végül megnyerte a tornát, a döntőben a Roland Garros 2017-es bajnoka Jeļena Ostapenko elleni győzelmével. Ezzel az eredményével bekerült a Top100-ba, a 71. helyre ugrott. Párosban is ekkor került be a Top100-ba.
A Grand Slam-tornákon egyéniben pályafutása első kiemelkedő eredményét a 2019-es wimbledoni teniszbajnokságon érte el, ahol minden idők legfiatalabb versenyzőjeként szabad kártyával indulhatott a kvalifikációban, és onnan a főtáblára feljutva az első körben legyőzte Venus Williamst,. majd egészen a 4. körig jutott, ahol Simona Halep tudta megállítani. Legjobb Grand Slam-tornaeredményeként 2022-ben a Roland Garroson egyéniben és párosban is a döntőbe jutott, ahol egyéniben a világelső Iga Świątek ellen maradt alul, míg párosban a francia Caroline Garcia–Kristina Mladenovic páros ütötte el a győzelemtől.
2022. augusztus 14-én Jessica Pegula párjaként megnyerte a Canadian Open WTA1000 kategóriájú tornát, ezzel a páros világranglista élére került. 2023-ban győzött a US Openen, felnőttként is Grand Slam-tornagyőztes lett.

## Junior Grand Slam döntői

### Egyéni

#### Győzelmek (1)
| Év   | Bajnokság     | Borítás | Ellenfél          | Eredmény         |
| ---- | ------------- | ------- | ----------------- | ---------------- |
| 2018 | Roland Garros | Salak   | Catherine McNally | 1–6, 6–3, 7–6(1) |

#### Elveszített döntői (1)
| Év   | Bajnokság | Borítás | Ellenfél         | Eredmény |
| ---- | --------- | ------- | ---------------- | -------- |
| 2017 | US Open   | Kemény  | Amanda Anisimova | 0–6, 2–6 |

## Grand Slam döntői

### Egyéni

#### Győzelmek (2)
| Év   | Bajnokság     | Borítás | Ellenfél         | Eredmény         |
| ---- | ------------- | ------- | ---------------- | ---------------- |
| 2023 | US Open       | Kemény  | Arina Szabalenka | 2–6, 6–3, 6-2    |
| 2025 | Roland Garros | Salak   | Arina Szabalenka | 6–7(5), 6–2, 6-4 |

#### Elveszített döntői (1)
| Év   | Bajnokság     | Borítás | Ellenfél    | Eredmény |
| ---- | ------------- | ------- | ----------- | -------- |
| 2022 | Roland Garros | Salak   | Iga Świątek | 1–6, 3–6 |

### Páros

#### Győzelmei (1)
| Év   | Bajnokság     | Borítás | Partner            | Ellenfél                    | Eredmény    |
| ---- | ------------- | ------- | ------------------ | --------------------------- | ----------- |
| 2024 | Roland Garros | Salak   | Kateřina Siniaková | Sara Errani Jasmine Paolini | 7–6(5), 6–3 |

#### Elveszített döntői (2)
| Év   | Bajnokság     | Borítás | Partner           | Ellenfél                            | Eredmény      |
| ---- | ------------- | ------- | ----------------- | ----------------------------------- | ------------- |
| 2021 | US Open       | Kemény  | Catherine McNally | Samantha Stosur Csang Suaj          | 3–6, 6–3, 3–6 |
| 2022 | Roland Garros | Salak   | Jessica Pegula    | Caroline Garcia Kristina Mladenovic | 6–2, 3–6, 2–6 |

## WTA-döntői

### Egyéni

#### Győzelmek (10)
| Összesítés            |                              |
| Grand Slam-torna (2)  |                              |
| Premier Mandatory (0) | WTA 1000 (kötelező)* (1)     |
| Premier Five (0)      | WTA 1000 (nem kötelező)* (1) |
| Premier (0)           | WTA 500* (1)                 |
| International (1)     | WTA 250* (3)                 |
| WTA Finals (1)        |                              |

*2021-től megváltozott a tornák kategóriáinak elnevezése.
| No. | Dátum               | Torna                                             | Borítás    | Ellenfél a döntőben | Eredmény         |
| --- | ------------------- | ------------------------------------------------- | ---------- | ------------------- | ---------------- |
| 1.  | 2019. október 13.   | Ladies Linz, Linz, Ausztria                       | Kemény (f) | Jeļena Ostapenko    | 6–3, 1–6, 6–2    |
| 2.  | 2021. május 22.     | Emilia Romagna Open, Montechiarugolo, Olaszország | Salak      | Vang Csiang         | 6–1, 6–3         |
| 3.  | 2023. január 7.     | Auckland Open, Auckland, Új-Zéland                | Kemény     | Rebeka Masarova     | 6–1, 6–1         |
| 4.  | 2023. augusztus 6.  | Washington Open, Washington, Egyesült Államok     | Kemény     | María Szákari       | 6–2, 6–3         |
| 5.  | 2023. augusztus 20. | Cincinnati Open, Cincinnati, Egyesült Államok     | Kemény     | Karolína Muchová    | 6–3, 6–4         |
| 6.  | 2023. szeptember 9. | US Open, New York, Egyesült Államok               | Kemény     | Arina Szabalenka    | 2–6, 6–3, 6–2    |
| 7.  | 2024. január 7.     | Auckland Classic, Auckland, Új-Zéland             | Kemény     | Elina Szvitolina    | 6–7(4), 6–3, 6–3 |
| 8.  | 2024. október 6.    | China Open, Peking, Kína                          | Kemény     | Karolína Muchová    | 6–1, 6–3         |
| 9.  | 2024. november 9.   | WTA Finals, Rijád, Szaúd-Arábia                   | Kemény (f) | Cseng Csin-ven      | 3–6, 6–4, 7–6(2) |
| 10. | 2025. június 7.     | Roland Garros, Párizs, Franciaország              | Salak      | Arina Szabalenka    | 6–7(5), 6–2, 6–4 |

#### Elveszített döntői (3)
| No. | Dátum           | Torna                 | Borítás | Ellenfél a döntőben | Eredmény    | Eredmény  |
| --- | --------------- | --------------------- | ------- | ------------------- | ----------- | --------- |
| 1.  | 2022. június 4. | Roland Garros, Párizs | Salak   | Iga Świątek         | 1–6, 3–6    | részletek |
| 2.  | 2025. május 4.  | Madrid Open, Madrid   | Salak   | Arina Szabalenka    | 3–6, 6–7(3) |           |
| 3.  | 2025. május 17. | Italian Open, Róma    | Salak   | Jasmine Paolini     | 4–6, 2–6    |           |

### Páros

#### Győzelmek (9)
| Összesítés            |                              |
| Grand Slam-torna (1)  |                              |
| Premier Mandatory (0) | WTA 1000 (kötelező)* (1)     |
| Premier Five (0)      | WTA 1000 (nem kötelező)* (2) |
| Premier (0)           | WTA 500* (2)                 |
| International (2)     | WTA 250* (1)                 |

*2021-től megváltozott a tornák kategóriáinak elnevezése.
| No. | Dátum               | Torna                                             | Borítás    | Partner            | Ellenfél a döntőben                  | Eredmény            |
| --- | ------------------- | ------------------------------------------------- | ---------- | ------------------ | ------------------------------------ | ------------------- |
| 1.  | 2019. augusztus 4.  | Citi Open, Washington, Egyesült Államok           | Kemény     | Catherine McNally  | Maria Sanchez Stollár Fanny          | 6–2, 6–2            |
| 2.  | 2019. október 19.   | BGL Luxembourg Open, Luxemburg                    | Kemény (f) | Catherine McNally  | Kaitlyn Christian Alexa Guarachi     | 6–2, 6–2            |
| 3.  | 2021. május 22.     | Emilia Romagna Open, Montechiarugolo, Olaszország | Salak      | Catherine McNally  | Darija Jurak Andreja Klepač          | 6–3, 6–2            |
| 4.  | 2022. február 25.   | Qatar Total Open, Doha, Katar                     | Kemény     | Jessica Pegula     | Veronyika Kugyermetova Elise Mertens | 3–6, 7–5, [10–5]    |
| 5.  | 2022. augusztus 14. | Canadian Open, Toronto, Kanada                    | Kemény     | Jessica Pegula     | Nicole Melichar-Martinez Ellen Perez | 6–4, 6–7(5), [10–5] |
| 6.  | 2022. október 16.   | San Diego Open, San Diego, USA                    | Kemény     | Jessica Pegula     | Gabriela Dabrowski Giuliana Olmos    | 1–6, 7–5, [10–4]    |
| 7.  | 2023. február 19.   | Qatar Total Open, Doha, Katar                     | Kemény     | Jessica Pegula     | Ljudmila Kicsenok Jeļena Ostapenko   | 6–4, 2–6, [10–7]    |
| 8.  | 2023. április 9.    | Miami Open, Miami, Amerikai Egyesült Államok      | Kemény     | Jessica Pegula     | Leylah Fernandez Taylor Townsend     | 7–6(6), 6–2         |
| 9.  | 2024. június 9.     | Roland Garros, Párizs, Franciaország              | Salak      | Kateřina Siniaková | Sara Errani Jasmine Paolini          | 7–6(5), 6–3         |

#### Elveszített döntői (6)
| No. | Dátum                | Torna                                        | Borítás   | Partner           | Ellenfél a döntőben                    | Eredmény         |
| --- | -------------------- | -------------------------------------------- | --------- | ----------------- | -------------------------------------- | ---------------- |
| 1.  | 2021. szeptember 12. | US Open, New York, Egyesült Államok          | Kemény    | Catherine McNally | Samantha Stosur Csang Suaj             | 3–6, 6–3, 3–6    |
| 2.  | 2022. április 24.    | Stuttgart Grand Prix, Stuttgart, Németország | Salak (f) | Csang Suaj        | Desirae Krawczyk Demi Schuurs          | 3–6, 4–6         |
| 3.  | 2022. június 5.      | Roland Garros, Párizs, Franciaország         | Salak     | Jessica Pegula    | Caroline Garcia Kristina Mladenovic    | 6–2, 3–6, 2–6    |
| 4.  | 2023. május 7.       | Madrid Open, Madrid, Spanyolország           | Salak     | Jessica Pegula    | Viktorija Azaranka Beatriz Haddad Maia | 1–6, 4–6         |
| 5.  | 2023. május 21.      | Italian Open, Róma, Olaszország              | Salak     | Jessica Pegula    | Storm Hunter Elise Mertens             | 4–6, 4–6         |
| 6.  | 2024. május 19.      | Italian Open, Róma, Olaszország              | Salak     | Erin Routliffe    | Sara Errani Jasmine Paulini            | 3–6, 6–4, [8–10] |

## ITF-döntői

### Páros: 1 (1–0)
| Díjazás        |
| -------------- |
| $100,000 torna |
| $75,000 torna  |
| $50,000 torna  |
| $25,000 torna  |
| $15,000 torna  |
| $10,000 torna  |

| Eredmény | No. | Dátum             | Torna                          | Borítás | Partner        | Ellenfelek                         | Eredmény          |
| -------- | --- | ----------------- | ------------------------------ | ------- | -------------- | ---------------------------------- | ----------------- |
| Győztes  | 1–0 | 2019. február 16. | ITF Surprise, Egyesült Államok | Kemény  | Paige Hourigan | Usue Maitane Arconada Emina Bektas | 6–3, 4–6, [14–12] |

## Eredményei Grand Slam-tornákon

### Egyéni
| Grand Slam | Australian Open | Australian Open  | Roland Garros  | Roland Garros      | Wimbledon | Wimbledon           | US Open        | US Open              |
| Év         | Eredmény        | Utolsó ellenfél  | Eredmény       | Utolsó ellenfél    | Eredmény  | Utolsó ellenfél     | Eredmény       | Utolsó ellenfél      |
| 2018       | –               | –                | –              | –                  | –         | –                   | Selejtező (Q1) | Selejtező (Q1)       |
| 2019       | –               | –                | Selejtező (Q2) | Selejtező (Q2)     | 4. kör    | Simona Halep        | 3. kör         | Ószaka Naomi         |
| 2020       | 4. kör          | Sofia Kenin      | 2. kör         | Martina Trevisan   | elmaradt  | elmaradt            | 1. kör         | Anastasija Sevastova |
| 2021       | 2. kör          | Elina Szvitolina | Negyeddöntő    | Barbora Krejčíková | 4. kör    | Angelique Kerber    | 2. kör         | Sloane Stephens      |
| 2022       | 1. kör          | Vang Csiang      | Döntő          | Iga Świątek        | 3. kör    | Amanda Anisimova    | Negyeddöntő    | Caroline Garcia      |
| 2023       | 4. kör          | Jeļena Ostapenko | Negyeddöntő    | Iga Świątek        | 1. kör    | Sofia Kenin         | Győztes        | Arina Szabalenka     |
| 2024       | Elődöntő        | Arina Szabalenka | Elődöntő       | Iga Świątek        | 4. kör    | Emma Navarro        | 4. kör         | Emma Navarro         |
| 2025       | Negyeddöntő     | Paula Badosa     | Győztes        | Arina Szabalenka   | 1. kör    | Dajana Jasztremszka |                |                      |

### Páros
| Grand Slam | Australian Open               | Australian Open                    | Roland Garros              | Roland Garros                       | Wimbledon                  | Wimbledon                       | US Open                    | US Open                        |
| Év         | Eredmény Partner              | Utolsó ellenfél                    | Eredmény Partner           | Utolsó ellenfél                     | Eredmény Partner           | Utolsó ellenfél                 | Eredmény Partner           | Utolsó ellenfél                |
| 2019       | –                             | –                                  | 1. kör Loudmilla Bencheikh | Han Hszin-jün Vang Ja-fan           | –                          | –                               | 3. kör Catherine McNally   | V Azaranka Ashleigh Barty      |
| 2020       | Negyeddöntő Catherine McNally | Babos Tímea Kristina Mladenovic    | 3. kör Catherine McNally   | Asia Muhammad Jessica Pegula        | elmaradt                   | elmaradt                        | 2. kör Catherine McNally   | Nicole Melichar Hszü Ji-fan    |
| 2021       | Negyeddöntő Catherine McNally | Nicole Melichar Demi Schuurs       | 1. kör Venus Williams      | Ellen Perez Cseng Szaj-szaj         | 3. kör Catherine McNally   | V Kugyermetova Jelena Vesznyina | Döntő Catherine McNally    | Samantha Stosur Csang Suaj     |
| 2022       | 1. kör Catherine McNally      | Marta Kosztyuk Dajana Jasztremszka | Döntő Jessica Pegula       | Caroline Garcia Kristina Mladenovic | –                          | –                               | 1. kör Jessica Pegula      | Leylah Fernandez Daria Saville |
| 2023       | Elődöntő Jessica Pegula       | Aojama Súko Sibahara Ena           | Elődöntő Jessica Pegula    | Leylah Fernandez Taylor Townsend    | 3. kör Jessica Pegula      | Laura Siegemund Vera Zvonarjova | Negyeddöntő Jessica Pegula | Hszie Su-vej Vang Hszin-jü     |
| 2024       | –                             | –                                  | Győztes Kateřina Siniaková | Sara Errani Jasmine Paolini         | Negyeddöntő Jessica Pegula | Hszie Su-vej Elise Mertens      | –                          | –                              |

## Év végi világranglista-helyezései
| Év     | 2018 | 2019 | 2020 | 2021 | 2022 | 2023 | 2024 |
| Egyéni | 875. | 68.  | 48.  | 22.  | 7.   | 3.   | 3.   |
| Páros  | –    | 78.  | 45.  | 21.  | 4.   | 3.   | 25.  |